# ヴァイオレット (原田知世の曲)
「ヴァイオレット」は、原田知世32枚目のシングル。2021年12月15日発売。発売元はUNIVERSAL MUSIC。

## 概要
来たる原田のデビュー40周年・2022年に向けてのシングル。「ヴァイオレット」の作詞・作曲・サウンドプロデュースは川谷絵音。ジャケットは「ヴァイオレット」の歌詞の主人公をイメージしたイラストレーターの前田ひさえによる描き下ろし作品。
後に川谷が所属するindigo la Endがカバーし、原田のカバーアルバム「ToMoYo covers～原田知世オフィシャル・カバー・アルバム」及びindigo la Endのオリジナル・アルバム『哀愁演劇』に収録された。
カップリング曲は原田が1983年に初カバーした「守ってあげたい」を約40年ぶりに伊藤ゴローのアレンジとサウンドプロデュースで再カバー。

## 収録曲
1. ヴァイオレット
  - 作詞・作曲・編曲：川谷絵音
2. 守ってあげたい
  - 作詞・作曲：松任谷由実／編曲：伊藤ゴロー
3. ヴァイオレット（Instrumental）
4. 守ってあげたい（Instrumental）